# Kazincbarcika
Kazincbarcika je město na severovýchodě Maďarska v župě Borsod-Abaúj-Zemplén. Rozkládá se na ploše 36,70 km² a v roce 2011 zde žilo 28 909 obyvatel. 

## Historie

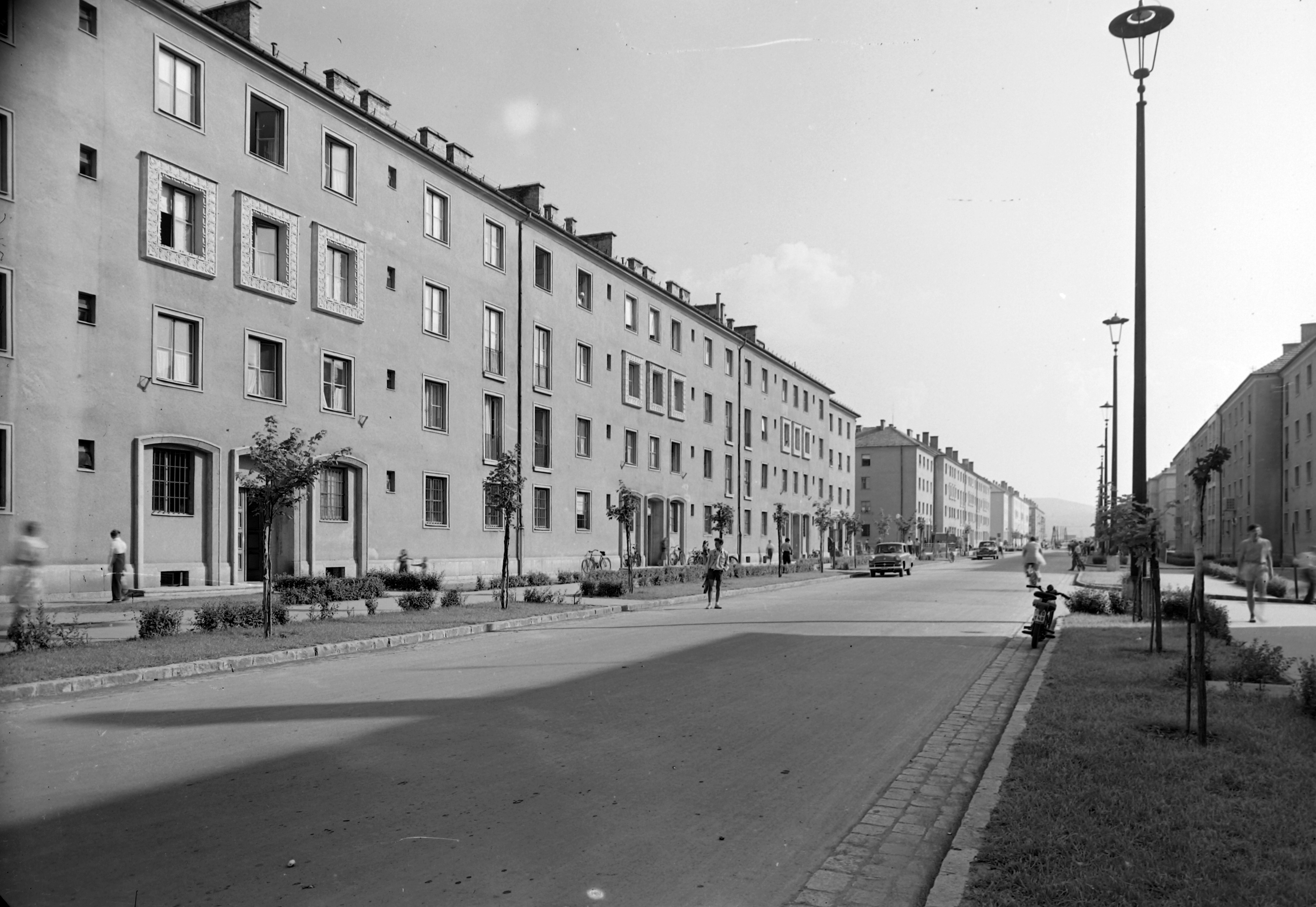
Domy v Kazincbarcice v roce 1958

Stejně jako řada dalších měst v dnešním Maďarsku vznikla Kazincbarcika jako plánované město v polovině 20. století. Nové město, které tvoří bytové domy (postavené v 50. letech ve stylu socialistického realismu) a také panelové sídliště, obklopilo původní dvě vesnice (Sajókazinc a Barcika) a vzniklo tak zcela nové sídlo. Založeno bylo roku 1949. Hlavním cílem výstavby tak velkého sídla bylo zajistit ubytování pro pracovníky nově vzniklého závodu Borsodi Vegyi Kombinát, dnes BorsodChem. Město bylo postaveno po etapách v údolí potoka ústící do řeky Sajó, která tvoří severní okraj města. V roce 1953 byla dokončena místní nemocnice. Významným zaměstnavatelem zde také byly uhelné doly. V období největšího rozkvětu v 80. letech 20. století zde žilo 30 000 lidí. Stejně jako všechna silně průmyslová města Maďarska se však i Kazincbarcika musela potýkat s problémy ekonomické transformace.
V roce 1999 se od města odtrhla vesnice Berente. 
V druhé dekádě 21. století byl iniciován projekt umisťování uměleckých děl na zdi jednotlivých panelových domů. Jedná se o iniciativu s názvem KolorCity Kazincbarcika. Do roku 2019 dosáhl počet takto instalovaných děl celkem třiceti osmi.

## Obyvatelstvo
Kdysi malá vesnice měla ještě v roce 1941 3329 obyvatel. Roku 1949 to bylo již 3846 obyvatel, roku 1960 14 208 a roku 1970 potom 26 306. Nejvyššího počtu dosáhla Kazincbarcika v roce 1990, kdy zde žilo 35 692 lidí. Od té doby setrvalým tempem počet obyvatel klesá, především v souvislosti s ekonomickou transformací a útlumem těžkého průmyslu. Ve sčítání lidu z roku 2011 zde bylo spočítáno 24 905 osob. 
Při sčítání lidu v roce 2011 se 87,8 % obyvatel hlásilo k maďarské národnosti, 2,9 % k romské, 0,2 % k polské, 0,5 % k německé (12,1 % neuvedlo žádnou národnost; vzhledem k dvojí identitě může být nicméně celkový součet vyšší než 100 %). Náboženské statistiky byly následující: římskokatolické vyznání 21,8 %, reformované církve 18,2 %, řeckokatolická církev 3,8 %, evangelická církev 0,5 %, bez vyznání 27,2 % (26,9 % žádné informace o náboženství neuvedlo).

## Kultura a památky
V Horní Bacice (maďarsky Felsőbarcika) se nachází kostel reformované církve původem z 12. století. 

## Doprava
Hlavní železniční trať v Kazincbarcice směřuje z Miskolce přes Putnok do Lenartovců na území Slovenska. Ve stejném směru také městem prochází silnice č. 26.
Od roku 2011 se ve městě rozvíjí plánovaným způsobem také síť cyklostezek. 

## Školství
Ve městě jsou tři mateřské školy, jedenáct základních škol, jedna hudební škola, pět středních škol a jedna střední škola.

## Partnerská města
- Burgkirchen an der Alz, Německo
- Dimitrovgrad, Bulharsko
- Knurów, Polsko
- Revúca, Slovensko
- Sânnicolau Mare, Rumunsko
- Świdnica, Polsko
- Ťačiv, Ukrajina